# Musée des Beaux-Arts (Dijon)

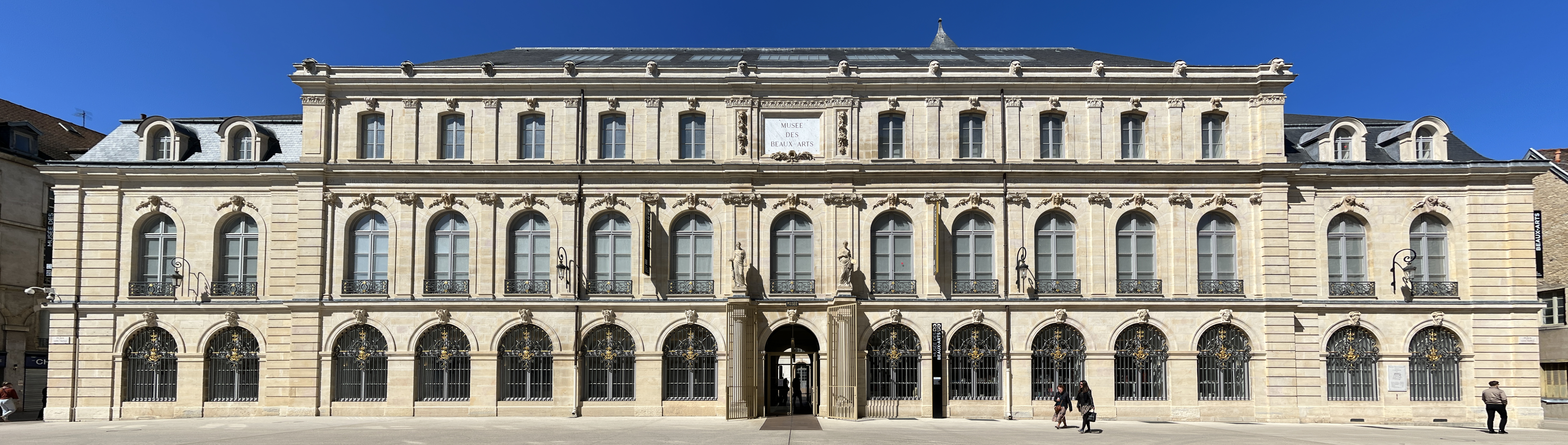
Musée des Beaux-Arts Dijon

Das Musée des Beaux-Arts (deutsch: „Museum der Schönen Künste“) in Dijon ist eines der ältesten Museen Frankreichs. Es beherbergt Kunstwerke aus altägyptischer Zeit bis zum 20. Jahrhundert. Es ist im Ostflügel des ehemaligen Palasts der Herzöge von Burgund untergebracht. Schwerpunkte der Sammlung sind die burgundische Kunst des Spätmittelalters, französische Skulptur und Malerei des 17., 18. und 19. Jahrhunderts sowie Werke regionaler Künstler.

## Geschichte
Das Kunstmuseum befindet sich zusammen mit dem Rathaus der Stadt im ehemaligen Palast der Herzöge von Burgund (Palais des ducs de Bourgogne) und des Palastes der Stände Burgunds (Palais des Etats de Bourgogne).
Philipp der Kühne bezog 1364 den Herzogspalast und Philipp der Gute ließ den noch heute nach ihm benannten 52 m hohen Turm erbauen (Tour Philippe Le Bon). Aus der Zeit der Herzöge von Burgund sind außerdem die Palastküchen erhalten, die ein Meisterwerk der weltlichen gotischen Architektur darstellen. 1477 gelangte Burgund durch Erbschaft zu Frankreich und der Palast wurde fortan von den französischen Königen genutzt. Jules Hardouin-Mansart unternahm Ende des 17. Jahrhunderts umfangreiche Umbauten und Erweiterungen am Palast der Stände, bevor hier 1787 zunächst eine Zeichenschule einzog, die bereits 1766 von François Devosge gegründet wurde.
Das Museum öffnete 1799 im Ostflügel des Palastes zunächst mit zwei Räumen seine Türen für die Öffentlichkeit. Neben den für die Skulpturen bestimmten Saal der Statuen gab es den Salon Condé, der der Malerei vorbehalten war. Hier kamen Arbeiten der Stipendiaten des Prix de Rome und im Zuge der Französischen Revolution beschlagnahmte Gemälde zur Ausstellung. Das Museum erhielt in der Regierungszeit Napoleon I. durch den Chaptal-Erlass weitere Zuweisungen von Kunstwerken und auch später konnte das Museum durch Unterstützung des französischen Staates seine Sammlungen erweitern, so dass sich das Museum in den Palast der Herzöge von Burgund ausdehnte. 1827 überführte Févret de Saint-Mémin die Gräber der Herzöge von Burgund aus dem Kartause von Champmol in den Palast. Hinzu kamen später von privater Seite Spenden und Vermächtnisse, wobei besonders die Sammlungen Trimolet, Joliet und Granville hervorzuheben sind.

## Sammlung

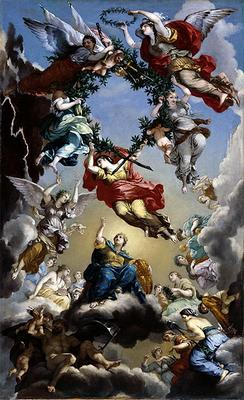
Pierre-Paul Prud’hon:
Die Glorifizierung der Regierung des Burgund

Ebenfalls aus dem Kartäuserkloster von Champol stammen zwei große Altäre, von denen die durch Melchior Broederlam gemalten Abschnitte kunsthistorisch besonders bedeutsam sind. Von Conrad Witz besitzt das Museum mit dem Tafelbild des Kaiser Augustus und der Sibylle de Tibur gleichsam ein Hauptwerk eines Künstlers. Hinzu kommt eine Christi Geburt des Robert Campin und Gemälde der italienischen Künstler Lorenzo Lotto, Paolo Veronese, Jacopo Pontormo und Guido Reni. Die flämische und niederländische Malerei ist durch Werke von Peter Paul Rubens und Jan Brueghel der Ältere und Frans Hals vertreten. Zu den herausragenden Gemälden der französischen Abteilung gehört die Dame bei der Toilette des Meisters der Schule von Fontainebleau. Darüber hinaus bewahrt das Museum Arbeiten von Philippe de Champaigne, Charles Le Brun, Jean-Marc Nattier, Jean Baptiste Greuze, Hubert Robert und Jean-Baptiste Oudry auf. Den Einfluss Caravaggios auf die französische Malerei verdeutlicht das Gemälde Knabe bläst in eine Lampe von Georges de la Tour.
Die Bedeutung der lokalen künstlerischen Produktion wird durch die Maler Jean Tassel und Philippe Quantin und den Barockbildhauer Jean Dubois illustriert. Aus der Zeichenschule von Dijon sind so bedeutende Künstler wie Jacques-André Naigeon und Pierre Paul Prud’hon hervorgegangen, von denen das Museum ebenso einige Arbeiten besitzt wie von dem Bildhauer Emmanuel Frémiet oder dem Möbeltischler Hugues Sambin.
Umfangreich ist auch die Sammlung mit französischen Künstlern des 19. Jahrhunderts. Hierzu zählen Théodore Géricault, Gustave Moreau, William Adolphe Bouguereau, Eugène Ernest Hillemacher und James Tissot. Hinzu kommen aus dem Vermächtnis des Arztes Albert Robin Gemälde der Impressionisten Claude Monet, Alfred Sisley und Édouard Manet, von dem das Museum das Gemälde Gartenallee in Rueil, das Pastell Méry Laurent mit schwarzem Hut und weitere Werke besitzt. Mit der Schenkung Granville kamen Werke der kubistischen Maler Georges Braque und Juan Gris ins Museum. Weitere Künstler des 20. Jahrhunderts sind Georges Rouault und Nicolas de Staël.
Weiterhin verfügt das Museum über eine große Sammlung von Zeichnungen und eine umfangreiche Abteilung mit Kunsthandwerk. 1998 ist für die Sammlung altägyptischer Kunst ein eigener Saal eröffnet worden. Hier sind Statuetten, Amulette, ein Sarkophag und Mumienporträts ausgestellt.

### Gardensaal („Salle des Gardes“)
Der Gardensaal, der berühmteste Raum des Museums, beherbergt die Grabmäler der Herzöge des Burgund aus der Chartreuse de Champmol. Am Grabmal Philipps II. des Kühnen arbeiteten zwischen 1385 und 1410 nacheinander Jean de Marville, Claus Sluter und Claus de Werve. Besonders erwähnenswert sind die Arkaden des Sockels mit 41 trauernden Personen (pleurants). Das später entstandene Doppelgrabmal für Johann Ohnefurcht und seine Gattin Margarete ahmt das Grabmal Philipps II. nach. Im selben Raum finden sich auch zwei Flügelaltäre, die für das Kloster von Champmol in Auftrag gegeben worden waren.

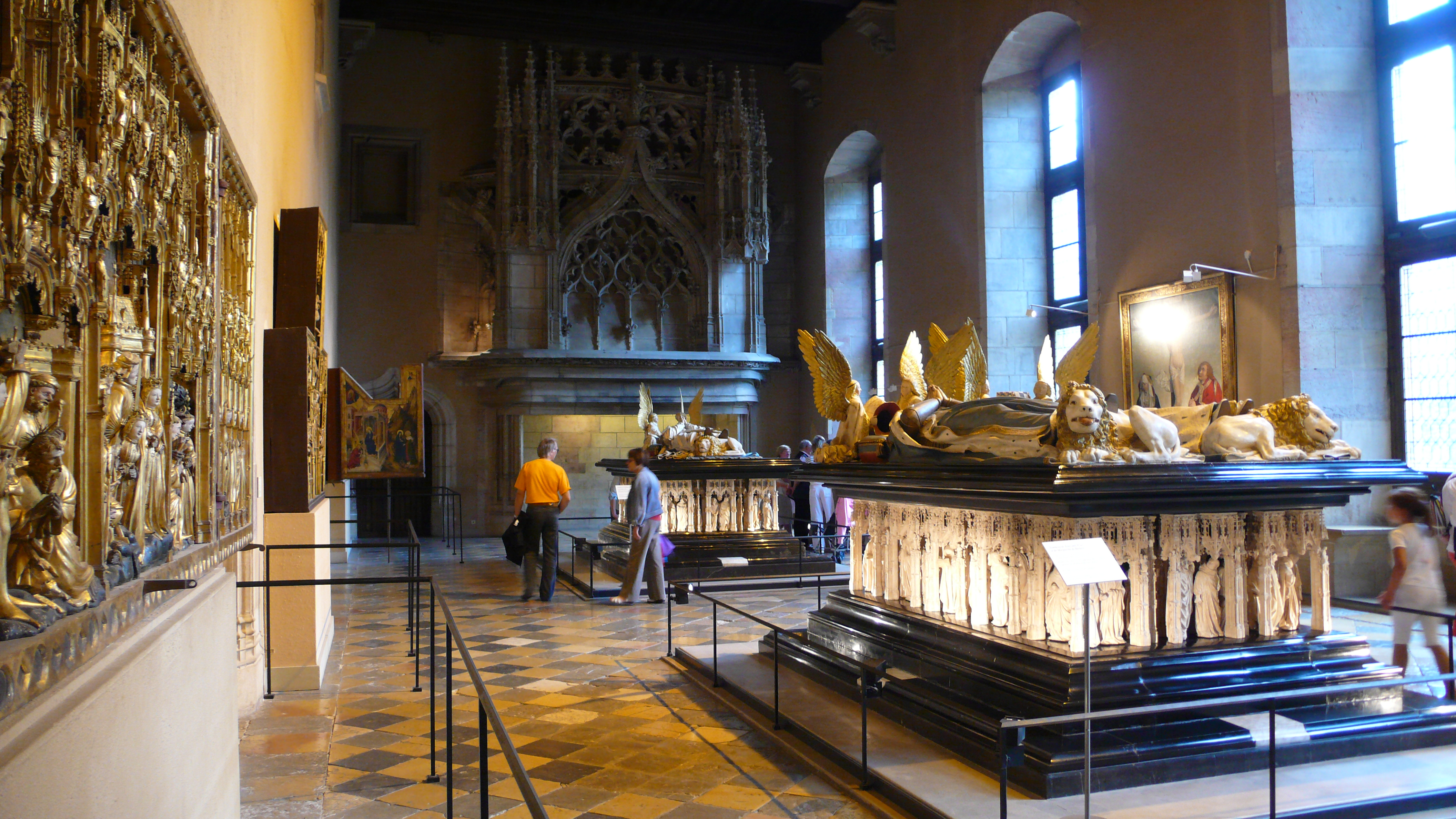
Musée des Beaux-Arts, Dijon, Salle des Gardes
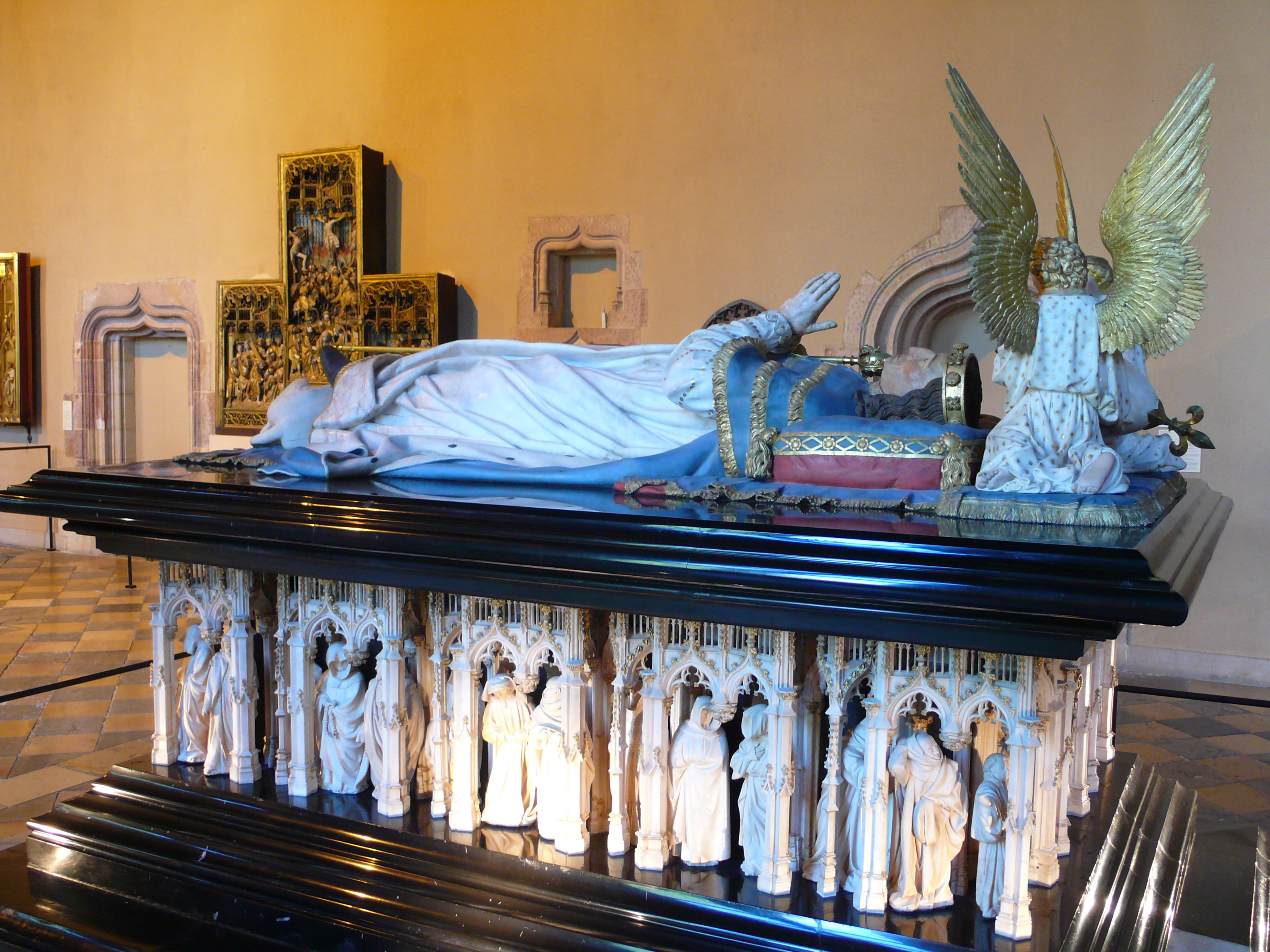
Grabmal Philipps II.
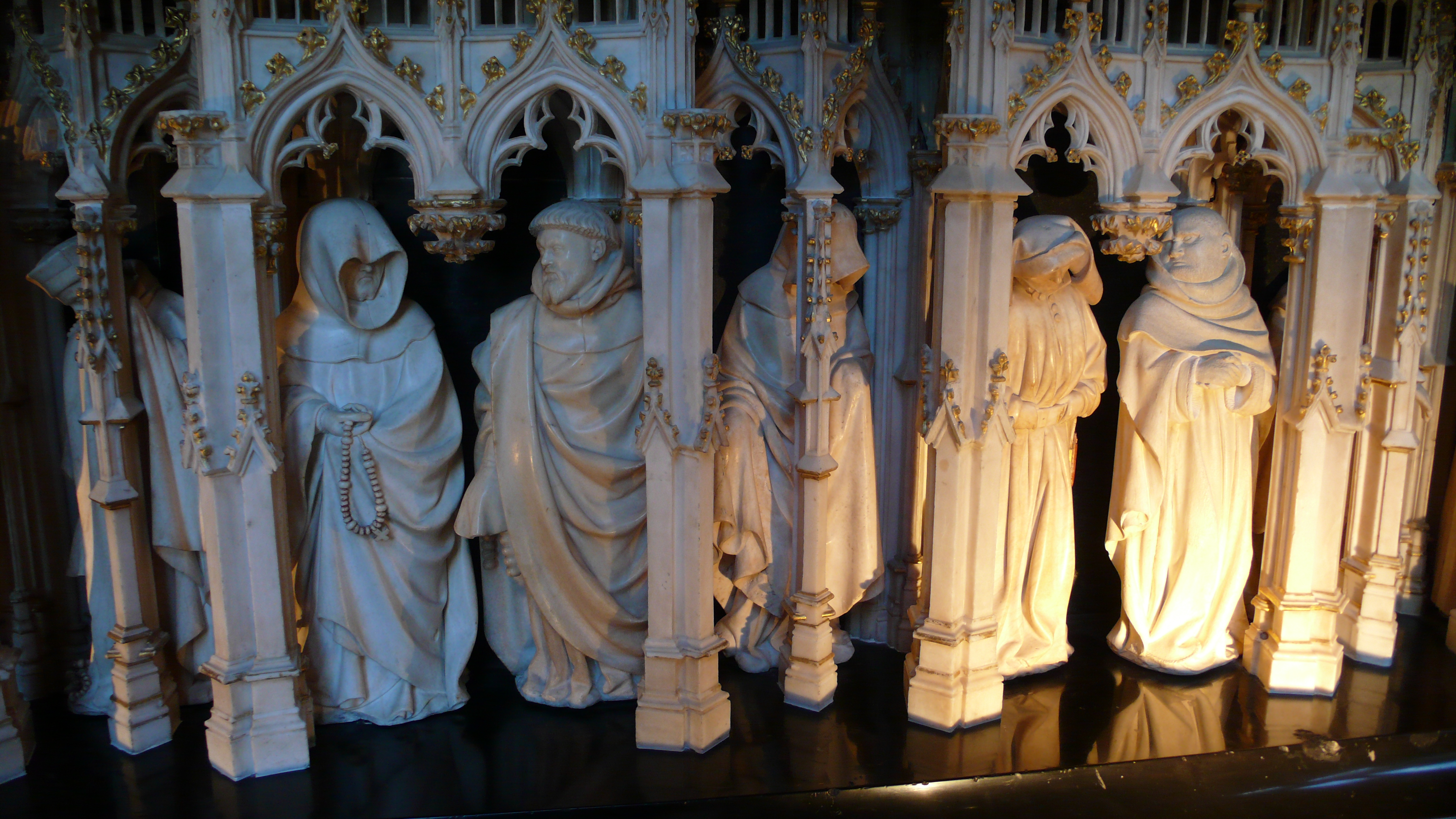
Grabmal Philipps II. (pleurants)
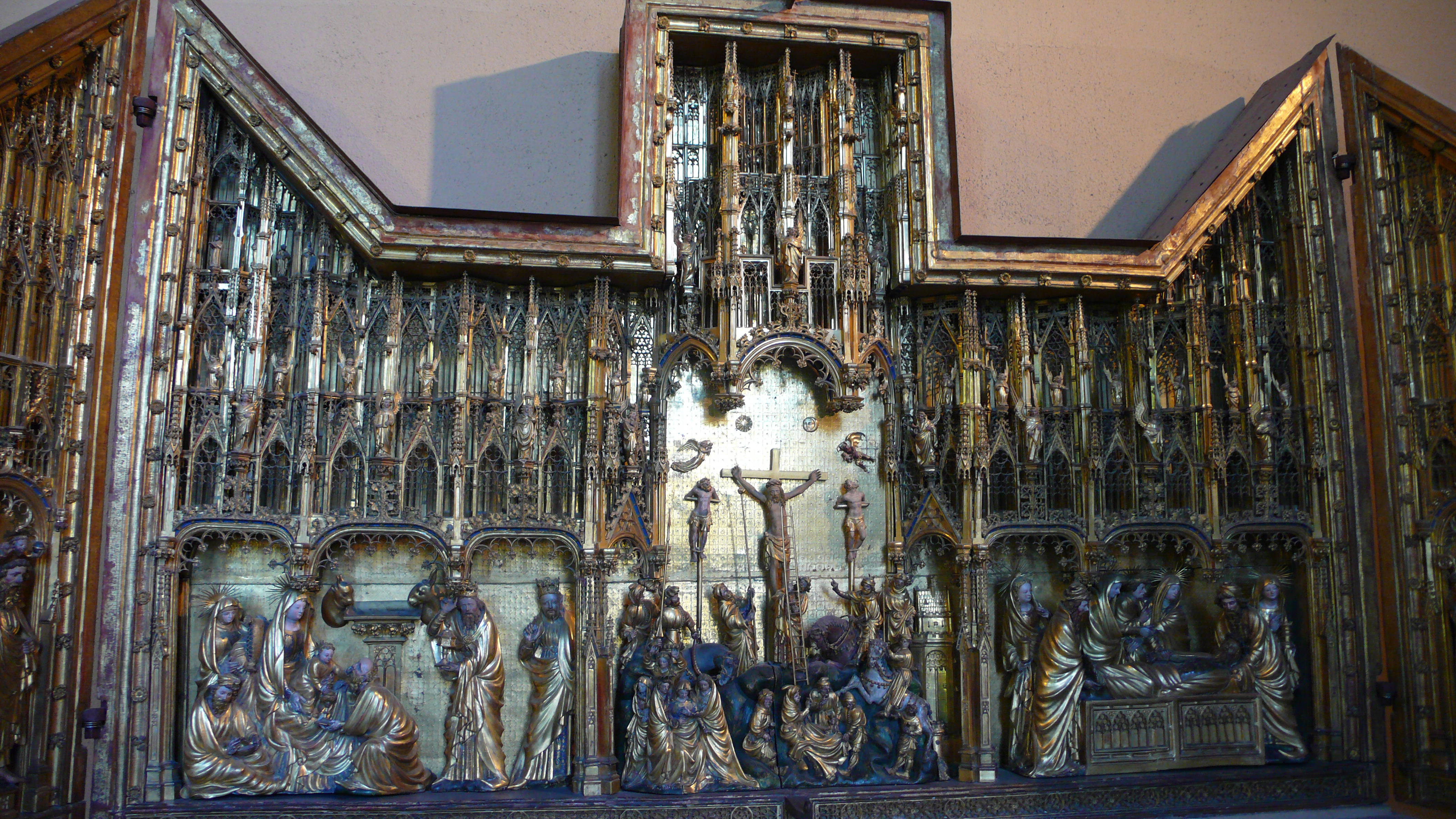
Retable de la Crucifixion

### Ausgestellte Kunstwerke

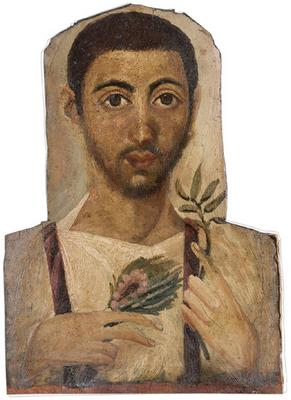
Ägyptisch 3. Jahrhundert: Bildnis eines bärtigen Mannes
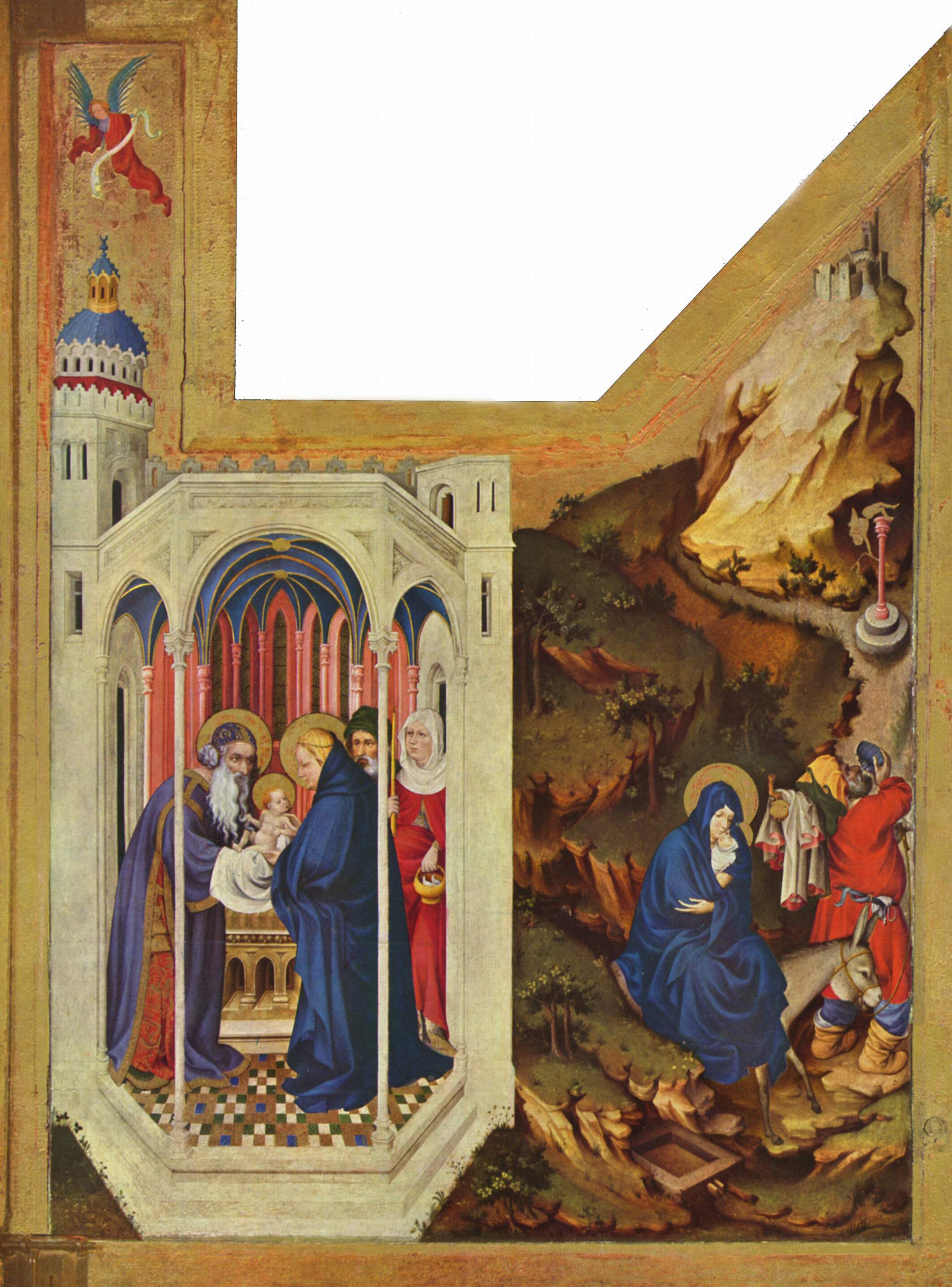
Melchior Broederlam: Im Tempel und die Flucht nach Ägypten
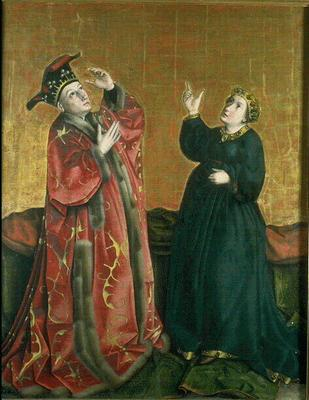
Konrad Witz: Kaiser Augustus und Sibylle de Tibur
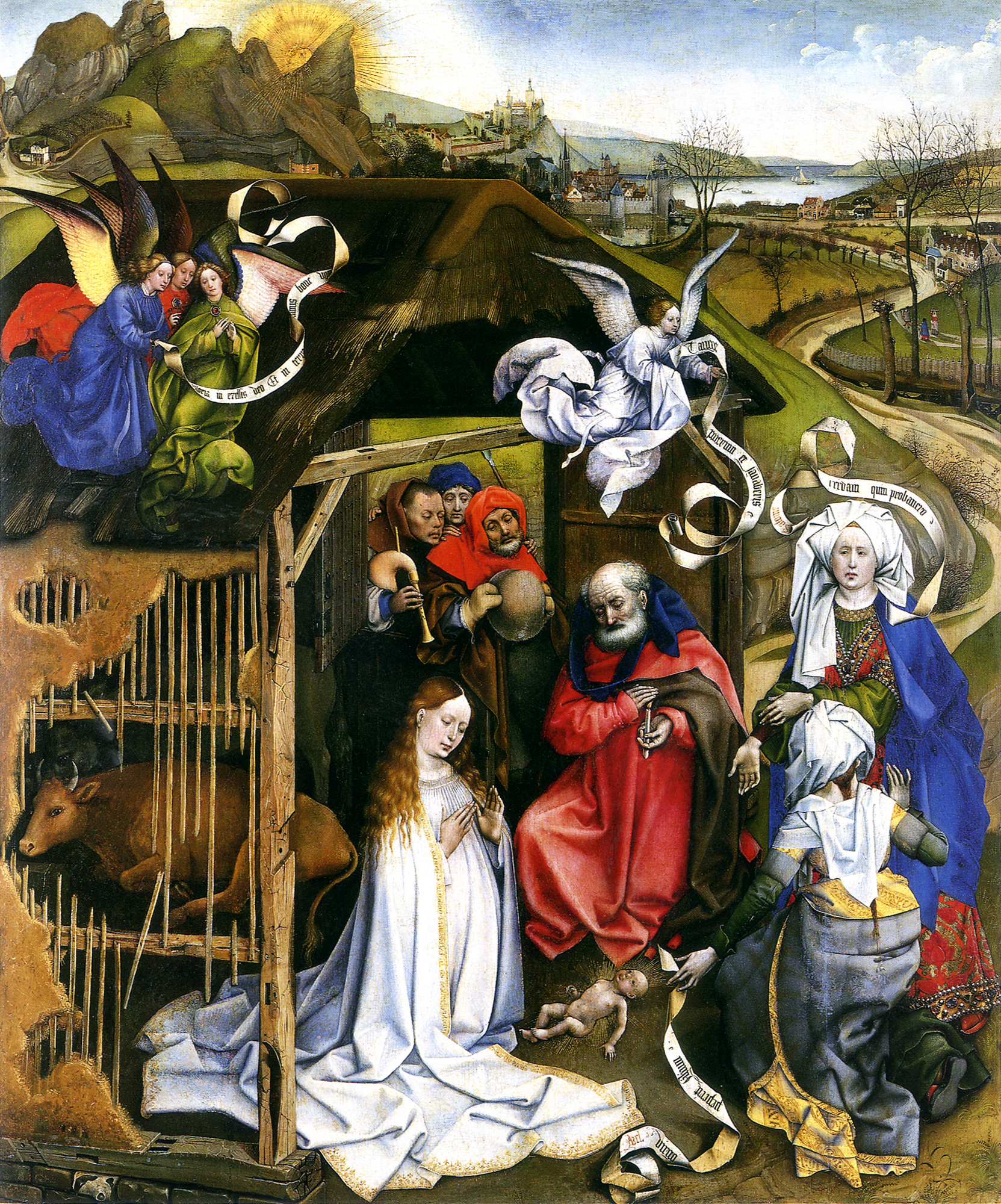
Robert Campin: Christi Geburt
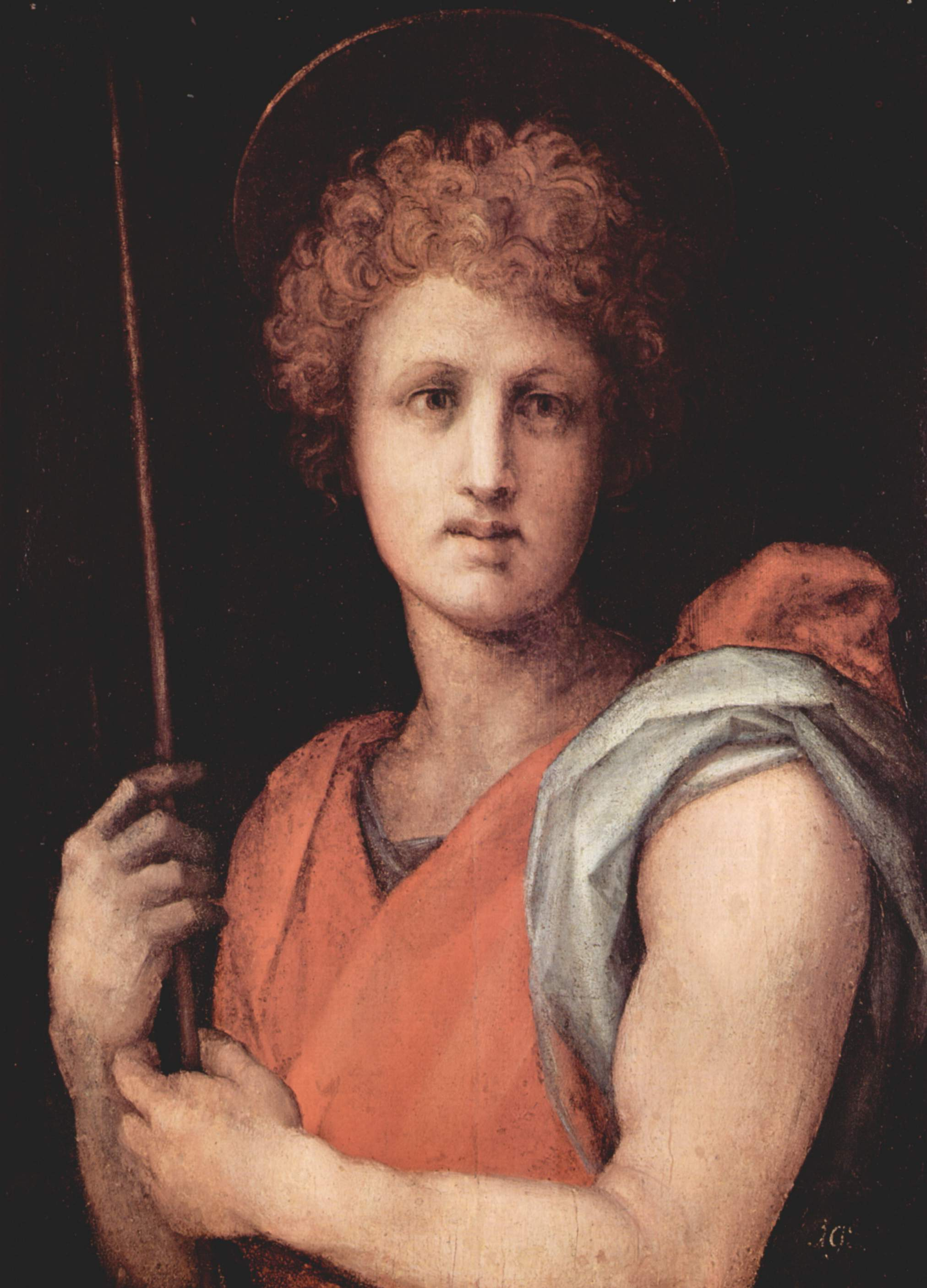
Jacopo Pontormo: Hl. Sebastian
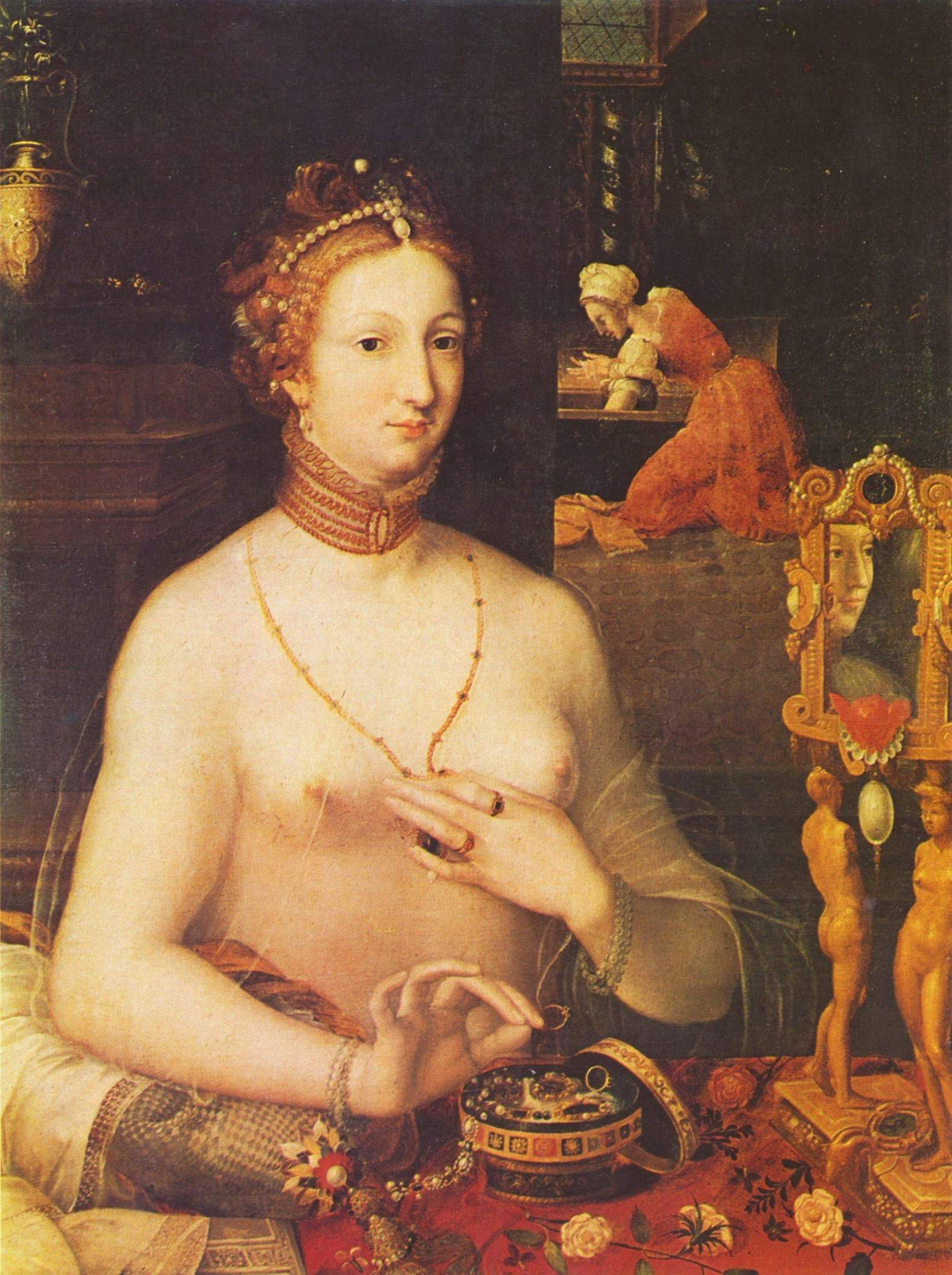
Schule von Fontainebleau: Dame bei der Toilette
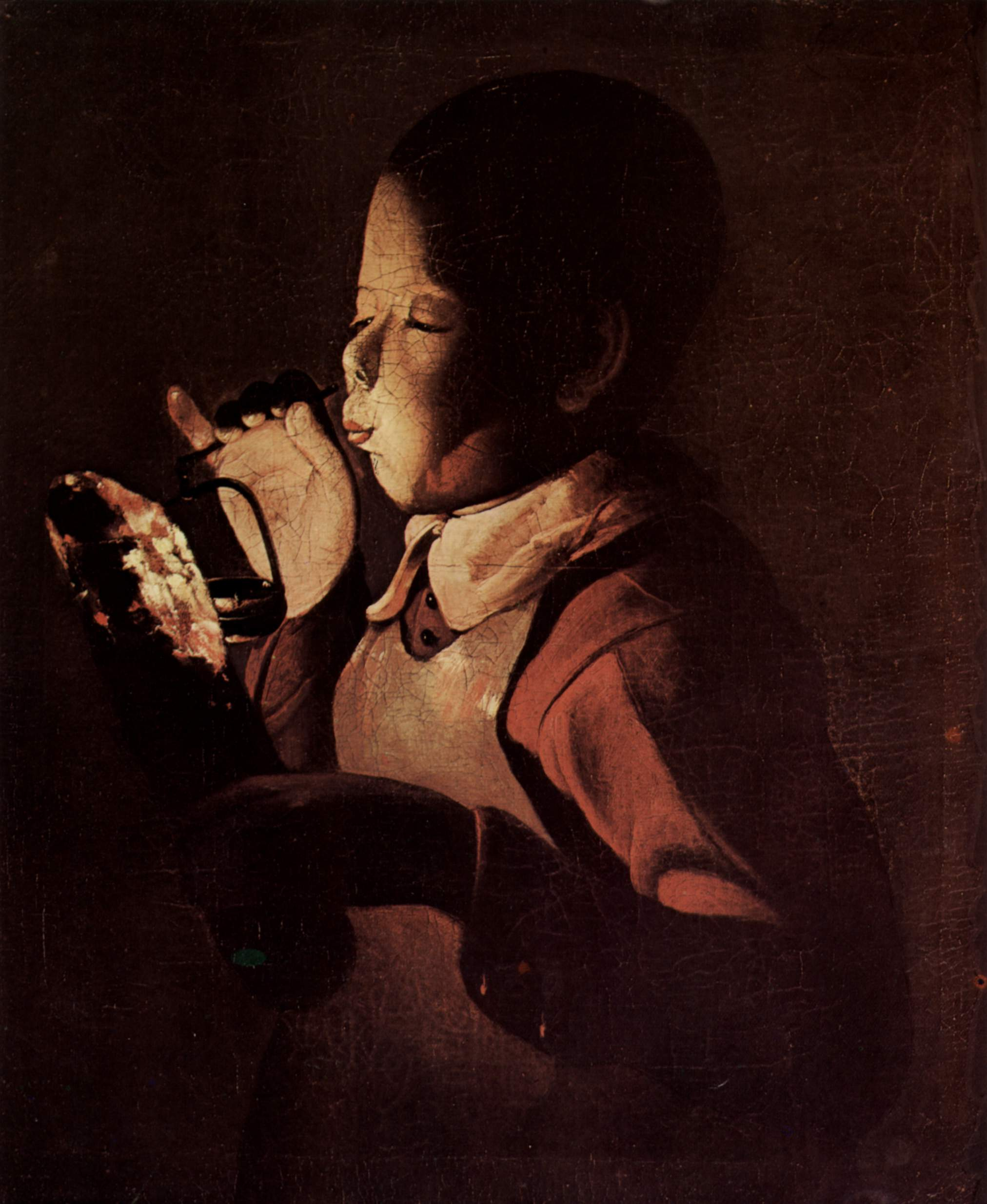
Georges de La Tour: Knabe bläst in eine Lampe
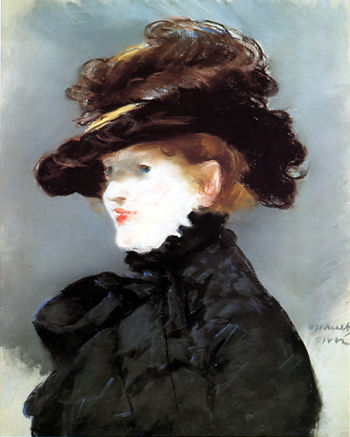
Édouard Manet: Mery Laurent au Chapeau Noir